# Шмидт, Ева Адамовна
Е́ва Ада́мовна Шмидт (венг. Schmidt Éva; 28 июня 1948, Будапешт — 4 июля 2002, Ханты-Мансийск) — венгерский ученый, исследователь обско-угорских языков и культур, этнограф, лингвист, кандидат исторических наук, старший научный сотрудник НИИ этнографии Венгерской АН, преподаватель, переводчик, основатель и первый руководитель Научного фольклорного архива северных ханты Архивная копия от 29 июня 2018 на Wayback Machine (г. Белоярский, ХМАО).

## Биография
Е́ва Шмидт родилась в Венгрии, в Будапеште 28 июня 1948. В 1966 окончила с отличием среднюю школу изобразительных и прикладных искусств по специальности «декоративный скульптор» и поступила на филологический факультет будапештского университета им. Лоранда Этвеша и в 1973 защитила диплом по специальностям «этнография», «финно-угроведение», «английский язык и литература».
В 1969-71 гг. училась в Ленинграде на кафедре финно-угроведения ЛГУ, и параллельно слушала лекции М. П. Вахрушевой-Баландиной Архивная копия от 29 июня 2018 на Wayback Machine по мансийскому и хантыйскому языкам в Институте народов Севера Педагогического института им. Герцена. Здесь же у неё завязались дружеские и научные отношения с известным лингвистом, основоположником советского хантыведения Николаем Ивановичем Терёшкиным, сотрудником Института языкознания АН СССР.
В январе 1970 г., благодаря дружеским контактам со студентами манси и ханты побывала в с. Тугияны, где была удочерена одной из семей обских хантов, а в 1971 г. — в г. Ханты-Мансийске. К этому времени освоила на практике несколько диалектов хантыйского и мансийского языков.
В 1976-79 гг. она была практикантом кафедры финно-угроведения Дебреценского университета, а с 1979 по 1983 г. — аспирантом в Ленинграде, где продолжала учёбу на кафедре этнографии ЛГУ (под руководством Н. И. Терёшкина). В 1989 г. защитила кандидатскую диссертацию («Традиционное мировоззрение северных обских угров на основе материалов культа медведя»). С 1983 работала старшим научным сотрудником НИИ этнографии Венгерской Академии Наук, и параллельно, с 1984 по 1990 г., преподавала на кафедре финно-угроведения в университете им. Л. Этвёша.
В 80-е годы разработала проект национального центра сбора и обработки этнографического и лингвистического материала хантыйского языкового ареала. Благодаря её активной деятельности и изменениям в политике, он был осуществлен в начале 90-х как Научный Фольклорный архив северных ханты Архивная копия от 29 июня 2018 на Wayback Machine на нижнем Казыме, в г. Белоярский. Ева Шмидт стала его первым директором.
В профиль Фольклорного архива входит все, что связано с хантыйской культурой: организация и документирование народных праздников (медвежий праздник, жертвоприношения родов), сбор полевого материала (фольклорного и любой этнографической, генеалогической, краеведческой, лингвистической информации), составление базы данных и архивация, обучение среднего и молодого поколения, уже оторванных от своих традиций. Деятельность архива способствует сохранению, укреплению и естественному развитию этнической культуры обских угров, оказавшейся на грани исчезновения. Для этого по просьбе редакций местных и районных СМИ архивом были разработаны аудиовизуальные материалы с титрами. Часть собранного материала переведена на русский язык. Некоторые из сотрудников стали участвовать в фольклорных ансамблях. Архивом сформирован круг исследователей-любителей. Белоярский центр получил значительную поддержку от правительственных органов Венгрии, от Венгерской АН, частных предприятий Венгрии. На базе архива ради спасения исчезающих диалектов и культур Обского региона было основано ещё пять Фольклорных архивов.
Выступала в качестве научного консультанта в различных научных и образовательных проектах. В целях основания профессиональной хантыйской филологии, после полевой работы Ева Шмидт провела транскрипцию (письменный кириллический вариант с дополнительными знаками) хантыйских героических песен, собранных в XIX веке венгерскими учеными Анталом Регули и Йожефом Папаи, с добавлением комментариев на хантыйском языке, сделала видеозаписи носителей диалектов. Подготовила переводы для фольклорных антологий, документальных этнографических фильмов, образовательных и научно-популярных радио- и телепередач. Знакомила массового читателя с культурой обско-угорских народов в различных популярных журналах, еженедельниках.
Была мастерицей обско-угорского орнамента; оформила как художник несколько венгерских изданий на финно-угорскую тематику («Erdők éneke. Finnugor népek 100 népdala» /Песня лесов. 100 народных песен финно-угорских народов/. Изд-во «Corvina». Будапешт. 1985; антология мансийского фольклора «Leszállt a medve az égből» /Спустился медведь с небес. Ред.: Кальман, Бела/. Изд-во «Európa». Будапешт. 1980).
Последние десять лет постоянно проживала в Белоярском (ХМАО), в результате её деятельности в регионе возникла оживленная духовно-интеллектуальная жизнь, активизировалось возрождение культурных корней. Трагически погибла в 2002 в Ханты-Мансийске.

## Научная деятельность
Публикации Евы Шмидт характеризуются точностью, максимальным уважением к данным, уверенными теоретическими знаниями. Темой кандидатской диссертации был культ медведя обских угров. Ей удалось выявить, что культ медведя, который является определяющим элементом обско-угорского мышления как в профанной, так и в сакральной сфере, имеет большое разнообразие проявлений в пространстве и во времени: в долине каждой реки имеет собственные характерные черты. Результаты опубликованы в научных журналах и в докладах на разных конгрессах (Specimina Sibirica 1 (1988): 159—186.; Ethnologica Uralica I. Будапешт-Хельсинки, 1989. 187—232.; Ethn. 101 (1990): 149—193.; CIFU-7/4:12-17.).
Занималась вопросами жанров и метрики фольклорных произведений, проблемами причисления к жанру, внесла свой вклад в исправление ошибочных представлений об этом (AEH 28 (1979): 51-74.; сборник тезисов XVII российской конференции финно-угроведов, Устинов, 1987). Самые значительные достижения — в области метрических исследований, соотношении метрики, стиля и музыки (CIFU-6, Будапешт, 1985. 231—237), развила собственную теорию на более обширном и достоверном материале, чем у её предшественников (статьи в книге памяти Роберта Аустерлица (NyK 91 (1990): 181—194.) с выводом, что результаты могут быть достигнуты только при исследовании явления комплексно, со всеми связями, без разделения текста и музыки. Эта статья оказала воздействие на современное поколение хантыйских поэтов, развивая правила и нормы стихосложения. Тщательно проанализировала тенденции обско-угорского фольклора XX века (Studia Fennica 26. Хельсинки, 1981. 147—173.). Во время полевых исследований собрала несколько десятков хантыйских личных песен (по старой терминологии — песен судьбы), ранее документированных в необходимой мере только на мансийской языковой территории, к всеобщему удивлению доказала само существование жанра среди ханты.
Важное эссе посвящено анализу репертуара лучшего хантыйского информанта Регули — Максима Никилова, в котором раскрывает героическую песню как обобщение знаний группы народов, помещенное в пространство и время, в земные и небесные координаты. Занималась вопросами культурного взаимовлияния в регионе северных хантов — месте смешения хантыйских, мансийских и ненецких групп и традиций.